# Parrocchia di La Salle
La parrocchia di LaSalle, talvolta anche La Salle, (in inglese LaSalle Parish) è una parrocchia dello Stato della Louisiana, negli Stati Uniti. La popolazione al censimento del 2000 era di 14 282 abitanti. Il capoluogo è Jena.

## Geografia
La parrocchia si trova nel centro-est dello Stato. Si tratta di un territorio rurale, ricco di corsi d'acqua, tra cui il lago Catahoula.

### Parrocchie confinanti
- Parrocchia di Caldwell - nord
- Parrocchia di Catahoula - est
- Parrocchia di Avoyelles - sud
- Parrocchia di Rapides - sud-ovest
- Parrocchia di Grant - ovest
- Parrocchia di Winn - nord-ovest

## Storia
La parrocchia fu creata nel 1910 dalla parte occidentale della parrocchia di Catahoula. Fu chiamata così in onore di René Robert Cavelier de La Salle, un esploratore francese.

## Comuni
- Jena (capoluogo) - town
- Olla - town
- Tullos - town
- Urania - town